# شمشیربازی در المپیک تابستانی ۱۹۶۰
شمشیربازی در بازی‌های المپیک تابستانی ۱۹۶۰ نام رویداد ورزش شمشیربازی در بازی‌های المپیک تابستانی بود که در سال ۱۹۶۰ برگزار شد.

## جدول مدال‌ها
| رتبه | کشور                      | طلا | نقره | برنز | مجموع |
| ۱    | اتحاد شوروی (URS)         | ۳   | ۲    | ۲    | ۷     |
| ۲    | مجارستان (HUN)            | ۲   | ۲    | ۰    | ۴     |
| ۳    | ایتالیا (ITA)             | ۲   | ۱    | ۳    | ۶     |
| ۴    | تیم متحد آلمان (EUA)      | ۱   | ۰    | ۱    | ۲     |
| ۵    | بریتانیای کبیر (GBR)      | ۰   | ۲    | ۰    | ۲     |
| ۶    | لهستان (POL)              | ۰   | ۱    | ۰    | ۱     |
| ۷    | رومانی (ROU)              | ۰   | ۰    | ۱    | ۱     |
| ۷    | ایالات متحده آمریکا (USA) | ۰   | ۰    | ۱    | ۱     |

## کشورهای شرکت کننده
| - آرژانتین (۶) - استرالیا (۱۱) - اتریش (۹) - بلژیک (۱۵) - بلغارستان (۲) - کانادا (۱) - کلمبیا (۲) - کوبا (۱) - دانمارک (۱) - فنلاند (۶) - فرانسه (۲۱) - آلمان (۱۹) - بریتانیای کبیر (۱۸) - مجارستان (۲۱) | - اندونزی (۴) - ایرلند (۶) - اسرائیل (۲) - ایتالیا (۲۰) - ژاپن (۵) - لبنان (۴) - لوکزامبورگ (۱۰) - مکزیک (۸) - موناکو (۲) - مراکش (۷) - هلند (۵) - نیوزیلند (۱) - نروژ (۱) - لهستان (۲۱) | - پرتغال (۹) - پورتوریکو (۱) - رومانی (۱۵) - اتحاد شوروی (۲۱) - اسپانیا (۱۱) - سوئد (۷) - سوئیس (۷) - تونس (۴) - مصر (۶) - ایالات متحده آمریکا (۲۱) - اروگوئه (۲) - ونزوئلا (۸) - ویتنام (۱) - یوگسلاوی (۲) |